# Bernissartia
Bernissartia ('de Bernissart') é um gênero extinto de crocodiliforme que viveu no Cretáceo Inferior, cerca de 130 milhões de anos atrás.

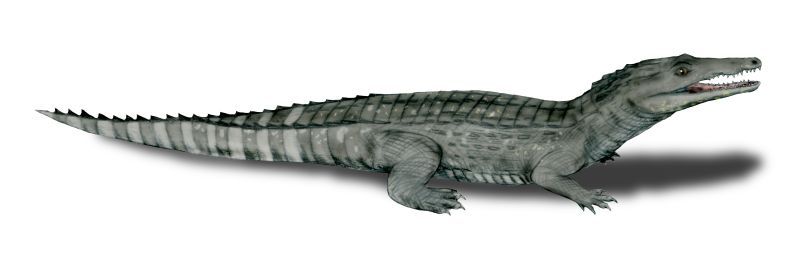
Restauração

Com apenas 60 centímetros (2,0 pés) de comprimento, o Bernissartia é um dos menores crocodiliformes que já viveu. Ele se parecia com as espécies modernas em muitos aspectos e foi provavelmente semi-aquático. Tinha dentes grandes e pontudos na frente das mandíbulas, que teriam sido usadas para agarrar peixes, mas dentes planos e largos no fundo de suas mandíbulas, que eram adequados para mastigar comida dura tais como crustáceos e possivelmente ossos.
É conhecido primariamente a partir de crânios e esqueletos encontrados na Bélgica e na Espanha dos dias modernos. Material menos completo tinha sido se referido ao Bernissartia oriundo do Reino Unido e da América do Norte.